# Chiesa di Santa Maria (Certaldo)
La chiesa di Santa Maria a Bagnano si trova nella omonima località, nel comune di Certaldo, in provincia di Firenze, arcidiocesi della medesima città, sulla strada che dal capoluogo comunale conduce a Barberino Val d'Elsa, passando per Petrognano. 

## Storia
La prima notizia certa risale al 1427, ma molto probabilmente un edificio di culto esisteva già nel corso del XIV secolo. 
Nel XVII secolo l'edificio subì dei rimaneggiamenti e in questa occasione la sua dedicazione passò da Santo Stefano a Santa Maria, quella attuale. 
Il fabbricato, a pianta rettangolare, si presenta intonacato in tutte le sue pareti.

## Opere già in loco
Da questa chiesa provengono le opere più belle e interessanti della collezione permanente del Museo di arte sacra di Certaldo. Ricordiamo:
- Maestro del Bigallo, Madonna in trono col Bambino e due santi, tavola, 1240 - 1245 ca.
- Meliore di Jacopo, Madonna in trono col Bambino e due angeli, tavola, 1270 - 1275 ca.
- Ugolino di Nerio (attr.), Madonna in trono col Bambino tra i santi Pietro e Romolo, tavola, 1315 - 1320 ca.
- Raffaello Piccinelli (attr.), Madonna in trono tra i santi Francesco e Antonio abate, tavola, 1522 (datato)
- Bernardino Monaldi, Madonna del rosario e santi, tela, 1611 (opera firmata e datata)

Inoltre da questa chiesa proviene una splendida Pianeta, databile al terzo quarto del XVIII secolo, di probabile manifattura orientale, sempre al Museo di arte sacra di Certaldo. 

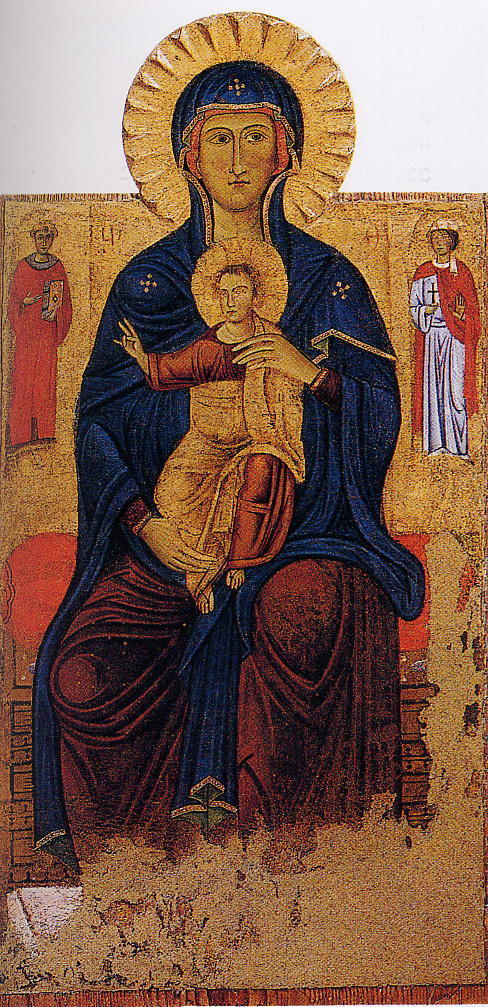
Maestro del Bigallo, Madonna col Bambino, Certaldo, Museo di arte sacra
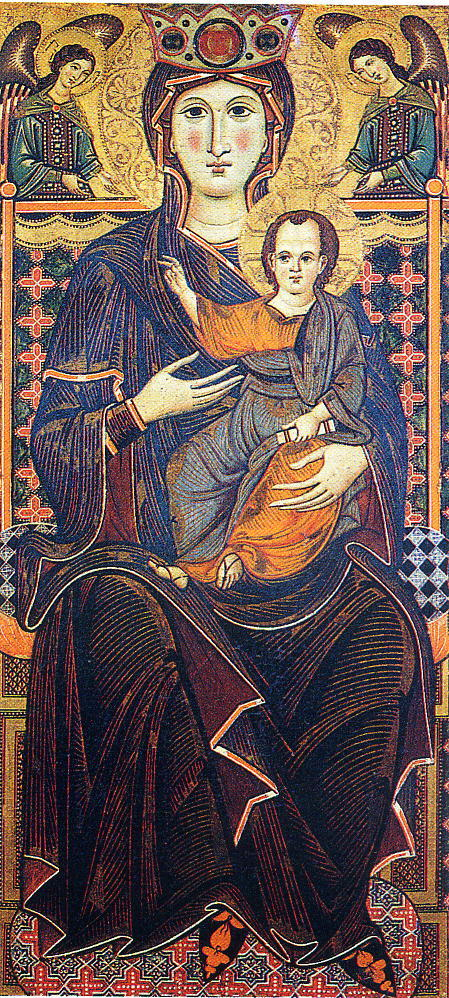
Meliore, Madonna col Bambino, Certaldo, Museo di arte sacra
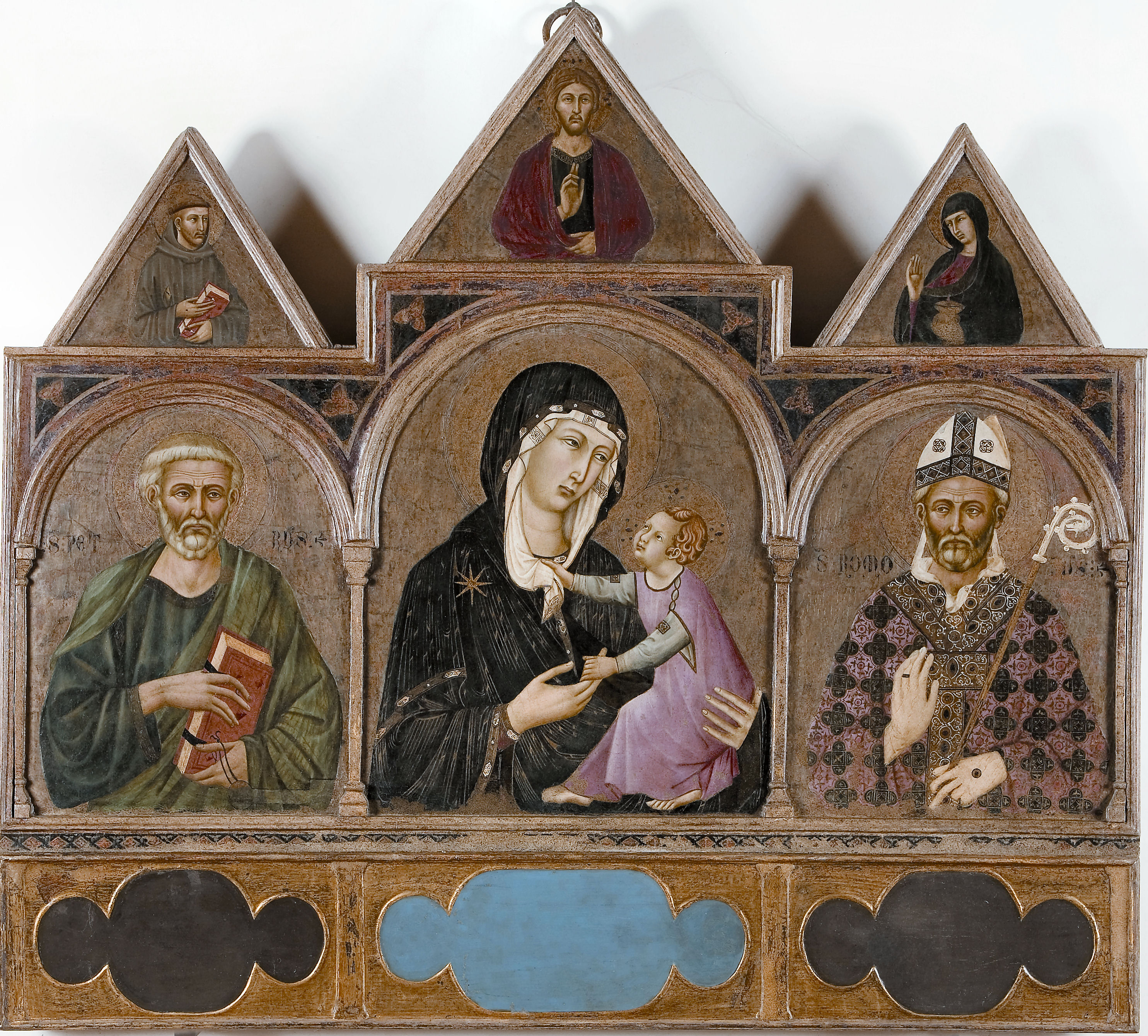
Ugolino di Nerio, Madonna in trono col Bambino tra i santi Pietro e Romolo, Certaldo, Museo di arte sacra
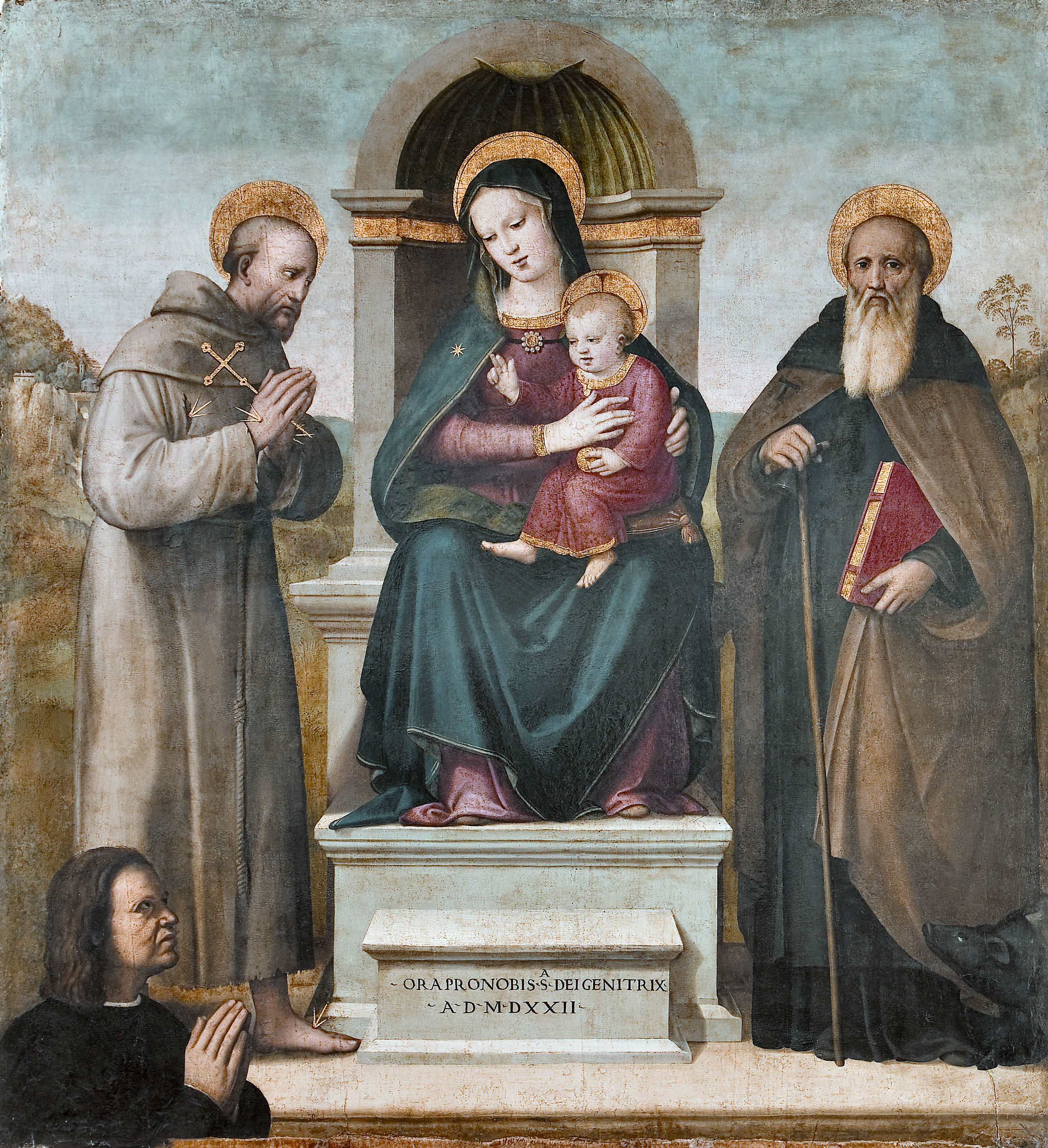
Raffaello Piccinelli, Madonna in trono tra  santi Francesco e Antonio abate, Certaldo, Museo di arte sacra